# 温泉マーク
温泉マーク（おんせんマーク、♨）または温泉記号は、日本の地図（地形図を含む）において温泉・鉱泉の位置を示す地図記号である。またそれが拡張されて公衆浴場施設を示す記号にも用いられる。2万5千分1地形図図式（平成14年式）における通し番号は125。ユニコード2668、JIS X 0213 1-6-76。
国際標準化機構（ISO）の、温泉を示すピクトグラムとは異なっている。経済産業省は2016年、2020年東京オリンピック・パラリンピックで予想される訪日外国人の増加に備えて、従来のマークが「ホットプレート上で湯気をたてている料理と思われかねない」などと改定を表明したが、併用で決着した。

## 概要
地形図の地図記号として最初に現れるのは、1884年（明治17年）の『假製2万分1地形圖圖式』（仮製図式）においてである。この図式は、1884年（明治17年）から1890年（明治23年）にかけて陸軍参謀本部陸地測量部が測量した大阪地方の准正式地形図に用いられたものである（この図式の記号の数は約295と多数であり、温泉記号を始め、後の地形図図式の起源となった記号も多い。その中では、営林署（林務署）、裁判所、立像などが挙げられる。）。また、建設省地理調査所（後の国土地理院）の高木菊三郎の研究によれば、最古の地図記号としての温泉マークは、1884年（明治12年）に内務省地理局測量課で制定された点図が事の始まりとされる。
これ以降、地形図の記号として一貫して使用されている。ただし、その名称は、明治17年（仮製図式）〜明治28年式においては「温泉」、明治33年式から昭和17年式においては「礦泉」、昭和30年式から昭和35年式においては「温（鉱）泉」、昭和40年式以降は「温泉・鉱泉」となっている。
温泉マークは、明治時代から公衆浴場や風呂付の旅館の施設を示す記号として使用されていたが、1950年（昭和25年）頃から、男女同伴の客を当て込んだ旅館、いわゆる「連れ込み旅館」が享楽の場のイメージアップを狙い積極的に宣伝に利用し、温泉マークは性的な意味を帯びるようになった。クラゲを上下逆にしたような形状であることから、隠語として「さかさくらげ」とも呼ばれ、連れ込み旅館そのものを意味する。
やがて、温泉旅館組合の間でイメージの悪くなった温泉マークを広告から外す動きが出てきた。1955年（昭和30年）には、連れ込み旅館による温泉マークの使用が禁止された。1970年代になるとカップル専用ホテルの主流は、連れ込み旅館から洋風の外観のラブホテルに移り、さかさくらげは死語となった。
性的な意味を失った温泉マークは浴場を示すマークとして定着した。台湾や朝鮮半島でも日本統治時代以来、旅館などで使用され続け、韓国では現在でも温泉マークが旅館を表す記号として使用されている（温泉施設、公衆浴場にも使用されている）。

## 地形図での表示
2万5千分1地形図における温泉記号は、温泉法（昭和23年7月10日法律125号）に基づく温泉および鉱泉のうち主要なものに表示される。記号は、主要な泉源の位置に表示される。ただし、泉源と浴場が離れている場合には浴場の位置にも表示されることがある。温泉記号の寸法は縦1.5mm、横1.5mm、線幅0.1mm、色は黒である。記号の真位置は、記号下辺の中央である。

## 様式の変遷
地図記号は、湯壺を表す部分と湯気を表す3本線の部分とに分割できる。湯壺の形状は1884年（明治17年）以来ほとんど変わっていないが、湯気の形状は時期により変化しており、そのうち1895年（明治28年）以降は大きく3期に分けられる。
1. 第1期は1895年（明治28年）の明治28年式地形図図式から1917年（大正6年）までで、湯気の形状は曲線である。
2. 第2期は1917年（大正6年）の大正6年制定地形図図式から2002年（平成14年）までで、湯気の形状が直線になっている。
3. 第3期は2002年（平成14年）の平成14年式2万5千分1地形図図式以降で、湯気の形状が再び曲線に戻った[8][9]。

曲線に戻された理由は(1)温泉の記号としては湯気が曲線の方が実態と合っているため、(2)スクライブ法による記号の刻印では難しかった曲線の表現が2002年（平成14年）にはデジタル方式による地形図作図に全面的に変更となり、容易になったためである。
湯気の形状を曲線に変更する過渡期にはその向きに混乱が生じた。すなわち、2002年（平成14年）の地形図図式規程では逆S字状の波線と規定されていたが、翌年の2003年（平成15年）に、以下の事情により現在の正S字状に変更された。
- 国土地理院の『平成14年2万5千分1地形図図式』における湯気の向きは、2002年（平成14年）の制定時は逆S字形であった。しかし、JIS規格のJIS X 0213 7ビットおよび8ビットの2バイト情報交換用符号化拡張漢字集合と整合を取るために2003年（平成15年）に正式に現在の正S字形に変更された。
- ただし地形図の印刷上の手違いから、2003年（平成15年）11月13日（新図式による地形図の最初の発行日）以降の全ての実売された地形図の凡例では当初から正S字状になっている。このため、地形図図式規程の初版の印刷本（日本測量協会発行）では、「記号及びデータ位置」の温泉マークの図を、元の逆S字状の図の上に正S字状の図を重ね張りすることにより訂正されている。

## 起源
温泉マークの起源には諸説ある。

### 磯部温泉発祥説

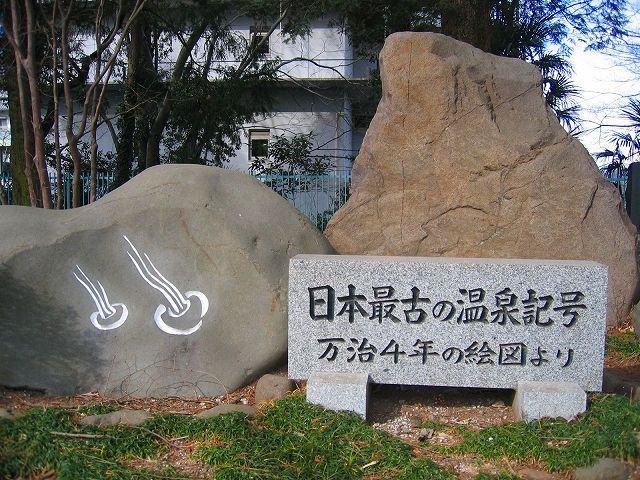
「日本最古の温泉記号」の碑（磯部温泉）

一説には磯部温泉（群馬県安中市）が「温泉マーク」発祥の地であるとされている。1661年（万治4年）3月25日、農民の土地争いに決着を付けるため、評決文『上野国碓氷郡上磯郡村と中野谷村就野論裁断之覚』が江戸幕府から出された。この文書に添えられた絵図に、現在の温泉マークに近い、円から三本の湯気のようなものが立ち昇る記号が二つ、現在の磯部温泉にあたる「西上磯部塩の窪」に描かれていた（現在は群馬県立歴史博物館に所蔵）。この文書は1970年頃、公民館の土蔵から見つかったと1981年12月5日に地元紙『上毛新聞』が報じており、同年、赤城神社と隣接する磯部詩碑公園に「日本最古の温泉記号」と記された碑が建てられた。。バブル崩壊後の団体客減少に悩んでいた磯部観光旅館協同組合が改めてこれを注目してグッズ化するなどして、2016年には2月22日を「温泉マークの日」（2が湯気に似ているため）に定めた。2016年に持ち上がった温泉記号の見直し問題（前述）で磯部温泉は異議を唱え、全国的に発祥地として注目された。

### ドイツ起源説
19世紀のドイツの地図に描かれていた記号を、明治時代に日本人が知って伝え、日本の陸軍参謀本部陸地測量部が地形図記号に採用したとの説もある（前述）。

### 別府温泉起源説
なお、明治末期に、油屋熊八が人の手形からこの形を思いついたとの説があるが、油屋が別府に定住したのは1911年であり、地形図に温泉マークが採用されたのは1884年であることから、この説は成り立たない。油屋は別府温泉の宣伝に温泉マークを多用したに過ぎない。別府温泉が有名になるとともに、温泉マーク＝浴場というイメージが一般化したといわれている。ただし油屋は、1931年（昭和6年）の旅館創業二十周年記念として掌が大きな人の手形を募集したという説もある。

## ピクトグラム
- 日本産業規格（JIS）におけるJIS Z 8210案内用図記号（ピクトグラム）では「温泉」の名称で2種類のデザインが定められ、表示者はいずれか一方を選択して表示する。
  - 番号「5.4.9a」は一般的な温泉マークと同様だが、湯気を表す3本の曲線が同じ長さになっており、地図記号のような中央が長い図形とはやや異なっている。
  - 番号「5.4.9b」は温泉マークに入浴する3人が加えられたデザインで、ISO 7001に「Hot spring or hot tub」（PI TC 013）の名称で採用されており、JISには2017年7月の改正時に加えられた。

## このマークを使って作られたマーク
- 静岡県熱海市の市章（右図参照）

静岡県熱海市の市章

- イエロー・マジック・オーケストラ：このマークに3本の線を書き加えて「YMO」を表している。アルバム『BGM』より使用。
- ハウフルスのロゴマーク。温泉マークの中に2つの目玉がある。
- 『けいおん!』（TVアニメ版）に登場するバンド「放課後ティータイム」は、このマークの下にカップを書き加えて、バンドのマークとしている。
- ザスパクサツ群馬のエンブレムには、もともと温泉街として知られる草津町を本拠としていたことから「KUSATSU」の文字の上に温泉マークの3本の湯気が描かれている。このマークはチーム名から「草津」が省かれた「ザスパ群馬」に変わってからも、意匠を変えながら受け継がれている。

## 符号位置
その他の記号 (Miscellaneous Symbols)
| 記号 | Unicode | JIS X 0213 | 文字参照         | 名称       |
| ---- | ------- | ---------- | ---------------- | ---------- |
| ♨    | U+2668  | 1-6-76     | &#x2668; &#9832; | 温泉マーク |